# André-Étienne Lepreux
André-Étienne Lepreux   (segle XVIII - 1788) fou un compositor francès del segle xviii.
Fou mestre de música de la Sainte Chapelle, de París, en la qual va fer executar diverses misses de la seva composició, i en un concert, dat el 1787, fou molt lloat un Te Deum d'aquest compositor. A més, va compondre, l'oratori Les fureurs de Saül i altres obres.